# Desperately Seeking Susan
Desperately Seeking Susan es una película de 1985 dirigida por Susan Seidelman y protagonizada por Rosanna Arquette y Madonna. Fue el debut en el cine comercial de esta última.

## Argumento
Roberta (Arquette) es un ama de casa frustrada que vive en las afueras de Nueva Jersey y está fascinada con una mujer que solo conoce por la sección de anuncios personales de un periódico de Nueva York. Esta fascinación alcanza un límite cuando un anuncio titulado "Buscando desesperadamente a Susan" propone un encuentro en el Battery Park entre esta mujer y un hombre que regularmente la busca. Roberta también va al Battery Park y ve a la mujer (Madonna) cuya vida le fascina tanto. En una serie de eventos que incluyen confusión de identidades, amnesia y otros elementos absurdos, Roberta participa en una historia al estilo Alicia en el país de las maravillas, motivada por la búsqueda de un par de pendientes egipcios robados.

## Reparto
| Actor              | Personaje             | Notas                                                                  |
| ------------------ | --------------------- | ---------------------------------------------------------------------- |
| Rosanna Arquette   | Roberta Glass         |                                                                        |
| Madonna            | Susan                 |                                                                        |
| Aidan Quinn        | Dez                   |                                                                        |
| Mark Blum          | Gary Glass            | Esposo de Roberta                                                      |
| Robert Joy         | Jim                   | Novio de Susan (el que publicó el anuncio "Desperately Seeking Susan") |
| Laurie Metcalf     | Leslie Glass          | Cuñada de Roberta                                                      |
| Anna Levine        | Crystal               |                                                                        |
| Will Patton        | Wayne Nolan           |                                                                        |
| Peter Maloney      | Ian el mago           |                                                                        |
| Steven Wright      | Larry Stillman D.D.S. |                                                                        |
| John Turturro      | Ray                   | Maestro de ceremonia del "Magic Club"                                  |
| Anne Carlisle      | Victoria              |                                                                        |
| Giancarlo Esposito | Vendedor ambulante    |                                                                        |
| Richard Hell       | Bruce Meeker          |                                                                        |
| Rockets Redglare   | Taxista               |                                                                        |
| John Lurie         | Vecino saxofonista    |                                                                        |
| Victor Argo        | Sargento Taskal       |                                                                        |
| Michael Badalucco  | Tipo de Brooklyn      |                                                                        |
| Richard Portnow    | Invitado a la fiesta  |                                                                        |

## Música
La música fue compuesta por Thomas Newman.
| Pista | Título                         |
| ----- | ------------------------------ |
| 1     | "Leave Atlantic City!"         |
| 2     | "Port Authority by Night"      |
| 3     | "New York City by Day"         |
| 4     | "Through the Viewscope"        |
| 5     | "St. Mark's Place"             |
| 6     | "A Key and a Picture Of"       |
| 7     | "Battery Park / Amnesia"       |
| 8     | "Jail / Port Authority by Day" |
| 9     | "Rain"                         |
| 10    | "Running With Birds in Cages"  |
| 11    | "Trouble Almost"               |